# خلل تنسج وتصلب العظام
خلل تنسج وتصلب العظام (بالإنجليزية: Dysosteosclerosis)، المعروف أيضًا باسم خلل تنسج وتصلب العظام الجسدي المتنحي أو خلل تنسج وتصلب العظام المتنحي المرتبط بالصبغي X شكل نادر من تصلب العظام وفقير بناقضات العظم يظهر خلال فترة الرضاعة والطفولة المبكرة، ويتميز بتصلب العظام المترقي وتسطح الفقرات. يعد تسطح الفقرات والتشوهات الهيكلية الأخرى من السمات الشعاعية للمرض والتي تميزه عن اضطرابات تصلب العظام الأخرى. يعاني المرضى عادة من تدهور عصبي ونفسي، لذلك يرتبط المرضى عادة بالمعالم المتأخرة للمرض.
إن سبب خلل تنسج وتصلب العظام غير واضح. لوحظت طفرات جينية مختلفة في المرضى، لذلك يُقترح أن السبب غير متجانس وراثيًا. تشمل الطفرات الجينية المسؤولة، على سبيل المثال لا الحصر، TCIRG1 و TNFRSF11A و SLC29A3. المرض خلقي ويُورث كاضطراب جسدي متنحي، ومع ذلك، حُددت في بعض العائلات وراثة متنحية مرتبطة بـ X. لا يوجد علاج لخلل تنسج وتصلب العظام. تشمل الرعاية الداعمة رعاية تقويم العظام. يشمل العلاج العرضي تقليل وارد الكالسيوم في النظام الغذائي. أُبلغ عن أقل من 30 حالة من خلل تنسج وتصلب العظام في الأدب الطبي حتى الآن.

## الأعراض والعلامات
تشمل العلامات والأعراض الرئيسية لخلل تنسج وتصلب العظام ما يلي:
1. شذوذات الهيكل العظمي: تسطح الفقرات، تصلب
2. شذوذات جسدية: قصر القامة، ضخامة الرأس
3. شذوذات عصبية: تأخر في النمو، إعاقة ذهنية

### شذوذات الهيكل العظمي
بشكل عام، يعاني مرضى خلل تنسج وتصلب العظام من قلة العظام وهشاشة العظام. يؤثر خلل تنسج وتصلب العظام أيضًا على مناطق معينة من الهيكل العظمي، كالعمود الفقري والجمجمة والحوض والأطراف. العلامة الأكثر شيوعًا لخلل تنسج وتصلب العظام هي تسطح الفقرات «platyspondyly» المشاهدة في 80-99% من الأفراد المصابين. تشمل تشوهات العمود الفقري الأخرى المرتبطة بخلل تنسج وتصلب العظام اتساع الأقراص بين الفقرية، والأجسام الفقرية الصغيرة والكثيفة، وصفائح انتهائية فقرية غير منتظمة، والأجسام الفقرية ناقصة التنسج، وتقعر فقري أمامي واضح.
أبلغ أيضًا أكثر من 80% من المرضى عن شذوذات في الجمجمة. تشمل الأعراض الشائعة فرط التعظم القحفي الوجهي، وهو النمو المفرط لعظام الجمجمة والوجه. يوجد في حالات نادرة تصلب قاعدة الجمجمة، والتصلب حول المحجر، ونقص تنسج الناتئ شبه اللقمي، وغياب الجيوب حول الأنفية أو الجيوب الجبهية.
يُذكر أيضًا أن الأفراد قد يعانون أيضًا من تشوهات في الحوض. يشمل هذا تطور جناحين حرقفيين ضيقين، وكذلك اتساع عنق الفخذ. ومع ذلك، فإن حدوث كلا العرضين نادر في المرضى الذين يعانون من خلل تنسج وتصلب العظام، إذ يحدثان في أقل من 30% من الحالات.
يؤدي حدوث خلل تنسج وتصلب العظام أيضًا إلى تشوهات في الأطراف. أبلغ 80% من المرضى عن شذوذات في الكردوس ;اتساع مسافة الكردوس، وكردوس شفاف شعاعيًا، وتربّق كردوسي شاذ، وهو أنماط ترابيق غير طبيعية في منطقة الكردوس، والتصلب فوق الكردوسي. تتواجد في حالات نادرة شذوذات الأطراف الأخرى كالانحناء المترقي للعظام الطويلة.

### شذوذات جسدية
بشكل عام، يبدو أن المرضى يعانون من قصر القامة. بالإضافة إلى ذلك، نتيجة لتصلب المنطقة الأمامية والجدارية من قبة القحف، أُبلغ عن وجود ضخامة رأس وحالات رأس مربعي في أكثر من 80% من المرضى.
تُلاحظ أحيانًا حالات جلدية شاذة كالجلد المرقط البقعي الأحمر البنفسجي على كامل الجسم. ومع ذلك، فمن غير الواضح ما إذا كانت هذه الميزة السريرية ذات صلة بتشخيص خلل تنسج وتصلب العظام.

### شذوذات عصبية
غالبًا ما توجد مشاكل بصرية لدى الأشخاص الذين يعانون من خلل تنسج وتصلب العظام. يعاني المرضى من ضمور العصب البصري نتيجة الضغط التدريجي على العصب القحفي، والذي قد يؤدي إلى رأرأة أو حتى العمى في الحالات الشديدة.
تشمل الاضطرابات العصبية الأخرى الإعاقة الذهنية والتدهور الكلامي والنفسي. قد يختبر المرضى أيضًا الاختلاج والحالة الصرعية، إنما آليات تطور هذه الأعراض غير معروفة. يعاني المرضى أيضًا من تلف الأعصاب القحفية الناتج عن الضغط التدريجي في الجمجمة.